# Fernmeldeturm Rosengarten
Der Fernmeldeturm Rosengarten ist ein Mitte der 1990er Jahre errichteter und 161 m hoher Typenturm bei Langenrehm im niedersächsischen Landkreis Harburg. Der Fernmeldeturm steht etwa 120 m südwestlich vom Gipfel des Gannabergs (ca. 155 m ü. NHN) – oberhalb der 149-m-Höhenlinie.
Betrieben wird der Turm von der Gesellschaft Deutsche Funkturm. Es wird UKW-Rundfunk ausgestrahlt. Die Öffentlichkeit hat keinen Zutritt.

## Beschreibung und Geschichte
Der in Stahlbetonbauweise errichtete Fernmeldeturm Rosengarten ersetzt seit Mitte der 1990er Jahre einen alten Stahlskelettturm und einen kleineren Typenturm, die daraufhin zurückgebaut wurden. Der Neubau war von Anfang an umstritten, da die Notwendigkeit eines höheren Turms sowohl in der Bevölkerung, als auch bei Experten stark angezweifelt wurde.
Der Turm hat zahlreiche Richtfunk- und Mobilfunkanlagen. Von ihm wird UKW-Rundfunk ausgestrahlt. Das Sendegebiet reicht von der Großregion um Hamburg/Lübeck in das benachbarte Bundesland Schleswig-Holstein bis etwa zum Nord-Ostsee-Kanal und in das westliche Mecklenburg-Vorpommern. Entlang dem Nord-Ostsee-Kanal und rund um Rendsburg kann der Sender auf den Hochbrücken sehr gut gehört werden. Zudem hat der Sender die Funktion eines Ballempfangs für die Signale der niedersächsischen Radioprogramme in Hamburgs Neuem Elbtunnel.
Nach der Umstellung von DVB-T auf DVB-T2 wurde die nicht mehr benötigte 22 Meter Turmspitze im Jahr 2019 demontiert.

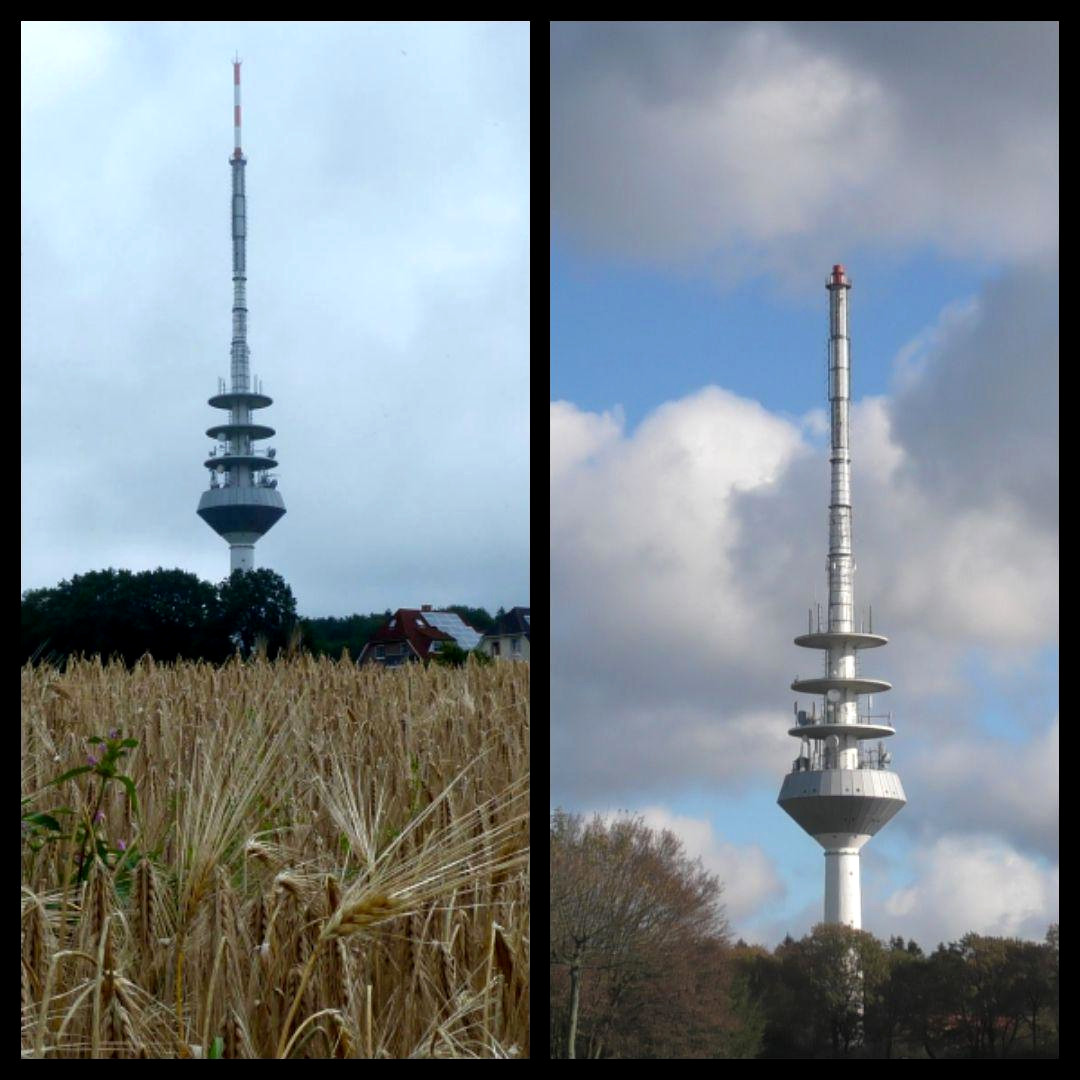
FMT Rosengarten Rückbau

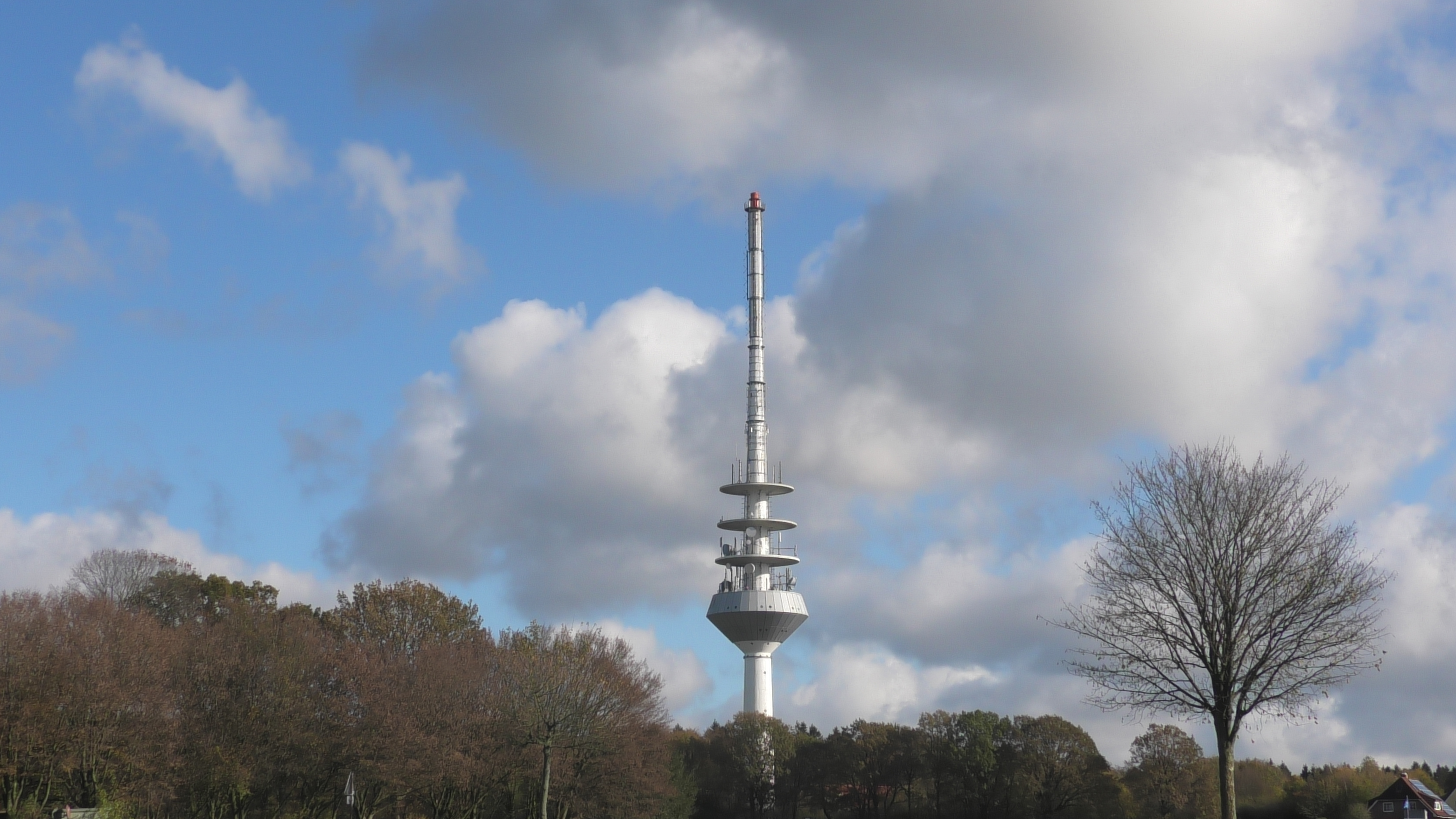
FMT Rosengarten ohne GFK-Zylinder

## Frequenzen und Programme

### Analoger Hörfunk (UKW)
| Frequenz (MHz) | Programm              | RDS PS            | RDS PI                | Regionalisierung | ERP (kW) | Antennendiagramm rund (ND) / gerichtet (D) | Polarisation horizontal (H) / vertikal (V) |
| -------------- | --------------------- | ----------------- | --------------------- | ---------------- | -------- | ------------------------------------------ | ------------------------------------------ |
| 91,4           | N-Joy                 | _N-JOY__          | D385                  | –                | 0,3      | D (100–320°)                               | H                                          |
| 100,6          | radio ffn             | ffn_HH__ __ffn___ | D788 (regional), D388 | Hamburg          | 20       | D (240–170°)                               | H                                          |
| 103,2          | NDR 1 Niedersachsen   | NDR_1_LG NDR1_NDS | D581 (regional), D381 | Lüneburg         | 20       | ND                                         | H                                          |
| 105,1          | Antenne Niedersachsen | HH-LG___ Antenne  | D789 (regional), D389 | Hamburg          | 20       | ND                                         | H                                          |

### Digitales Radio (DAB / DAB+)
Digitaler Hörfunk im DAB+-Standard wird seit dem 11. Februar 2020 in vertikaler Polarisation im Gleichwellennetz (Single Frequency Network) mit anderen Sendern ausgestrahlt.
| Block                 | Programme | ERP (kW) | Antennendiagramm rund (ND)/ gerichtet (D) | Gleichwellennetz (SFN) |
| --------------------- | --- | -------- | ----------------------------------------- | --- |
| 9B NDR NDS (D__00375) | DAB+ Block des Norddeutschen Rundfunks - NDR 1 NDS LG (Lüneburg) (104 kbps) - NDR 2 NDS (104 kbps) - NDR Kultur (104 kbps) - NDR Info NDS (104 kbps) - N-Joy (104 kbps) - NDR Blue (104 kbps) - NDR Schlager (104 kbps) - NDR Info Spezial (104 kbps) - NDR BWS (16 kbps) - ARD TPEG (16 kbps) | 10       | D (120–260°)                              | Bispingen, Dannenberg, Heeslingen-Steddorf (R), Lüneburg-Neu Wendhausen, Rosengarten, Stade, Unterlüß (Südheide), Visselhövede |

### Digitales Fernsehen (DVB-T)
DVB-T wird seit 29. März 2017 nicht mehr ausgestrahlt. Die umliegenden Senderstandorte verbreiten seitdem das terrestrische DVB-T2-Fernsehsignal.
ehemaliges DVB-T-Programmangebot:
| Kanal | Frequenz (MHz) | Multiplex                        | Programme im Multiplex | ERP (kW) | Antennendiagramm rund (ND)/ gerichtet (D) | Polarisation horizontal (H)/ vertikal (V) |
| ----- | -------------- | -------------------------------- | --- | -------- | ----------------------------------------- | ----------------------------------------- |
| 23    | 490            | ZDFmobil                         | - ZDF - 3sat - ZDFinfo - KiKA / ZDFneo | 5        | ND                                        | H                                         |
| 33    | 570            | ARD Digital (NDR)                | - Das Erste (NDR) - arte - Phoenix - tagesschau24                                                                                          | 5        | ND                                        | H                                         |
| 56    | 754            | ARD regional (NDR) Niedersachsen | - NDR Fernsehen (Niedersachsen) - WDR Fernsehen (Köln) / NDR FS SH - MDR Fernsehen (Sachsen-Anhalt) / NDR FS MV - hr-fernsehen / NDR FS HH | 20       | ND                                        | H                                         |

Sendeparameter: Modulationsverfahren: 16-QAM, Videokompression: MPEG-2, FEC: 2/3, Guardintervall: 1/4, Bitrate: 13,27 MBit/s

SFN (ARD Digital, ZDFmobil) mit Hamburg (Heinrich-Hertz-Turm), Hamburg-Rahlstedt (Höltigbaum), Lübeck-Berkenthin, Lübeck-Stockelsdorf

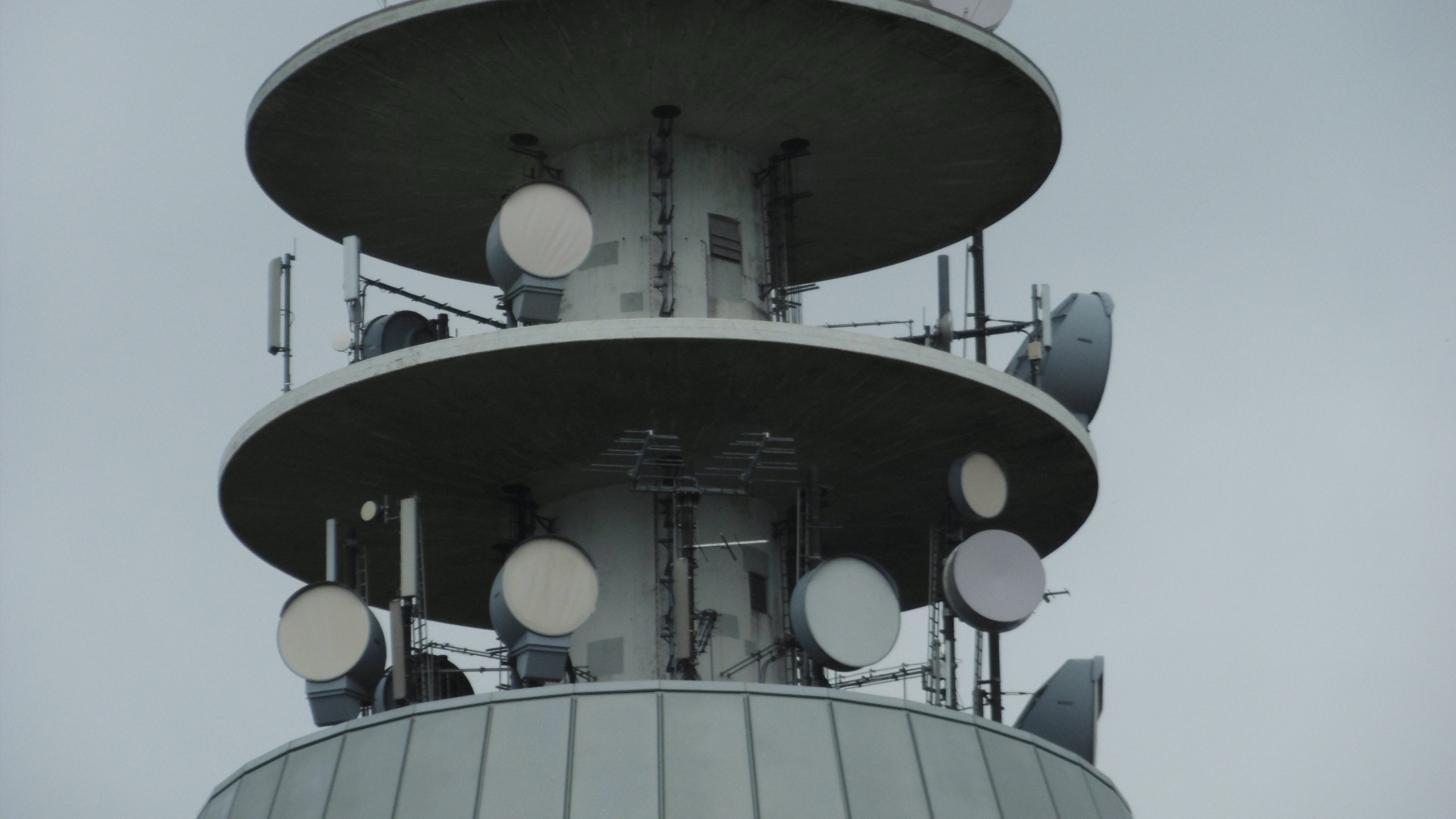
Mobilfunk- und Richtfunk-Antennen auf einer Plattform des FMT
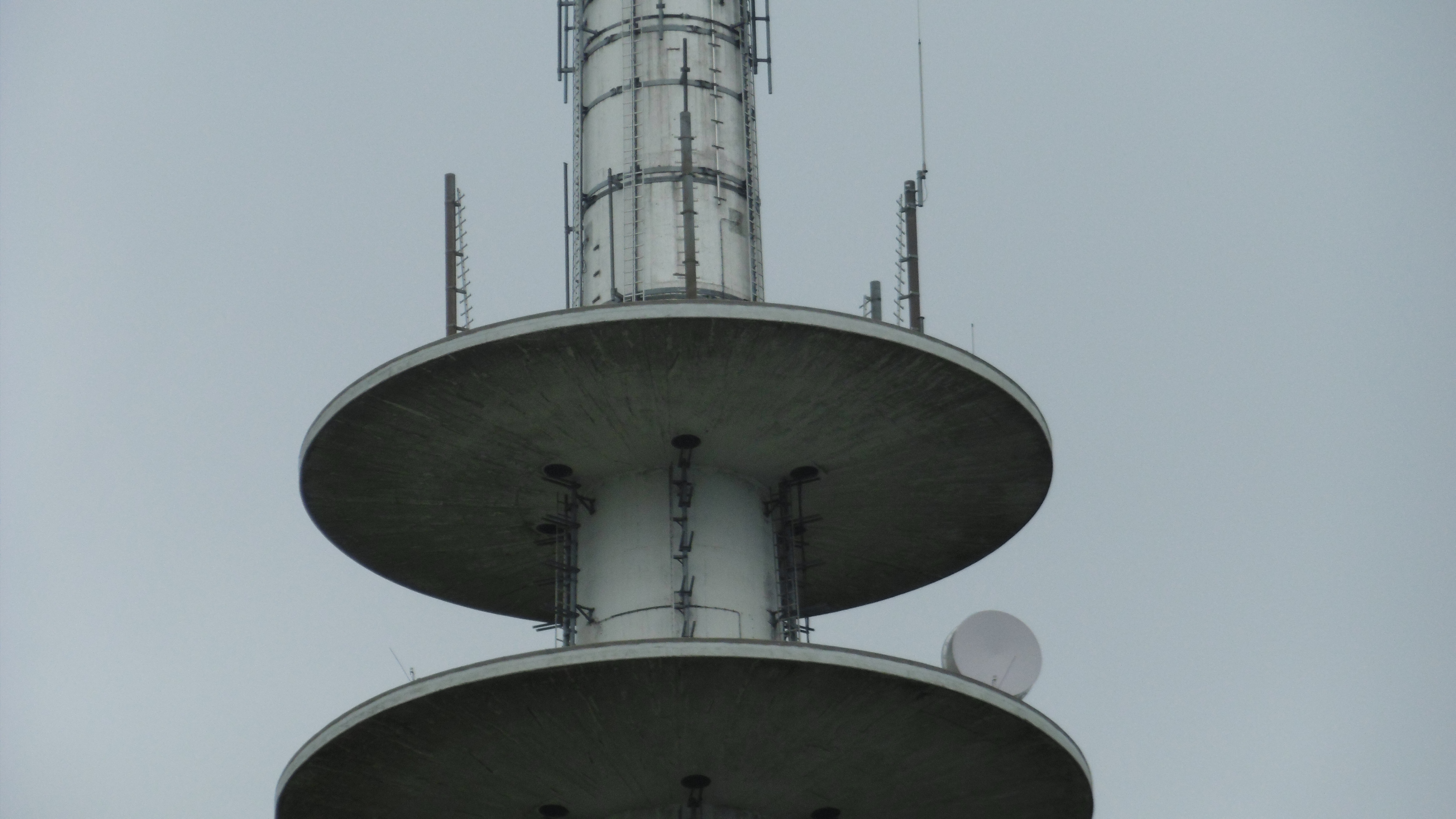
Die Antenne für das Funkrelais 10 Meter DB0HHH
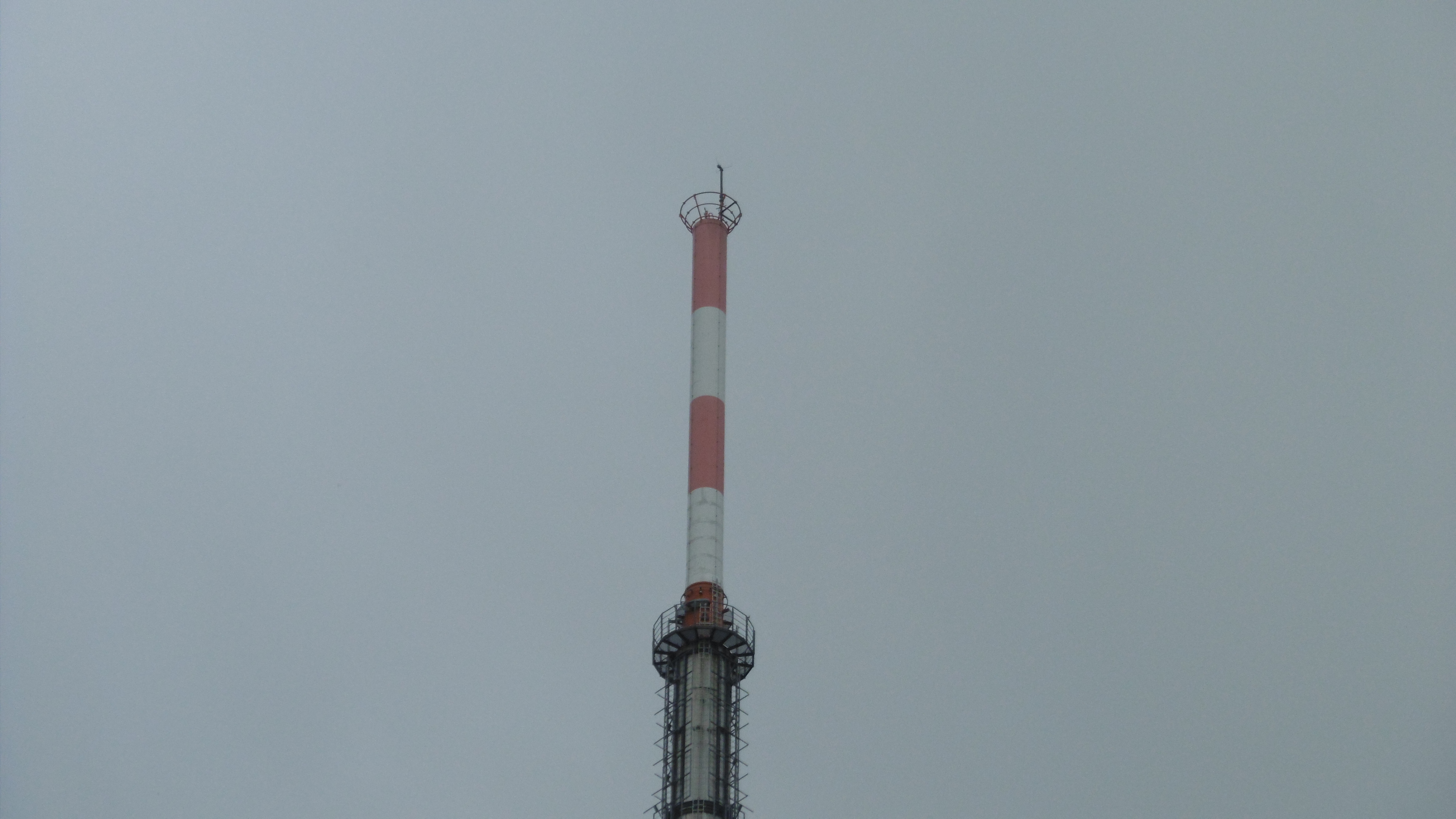
Antenne für Digitales Fernsehen DVB-T und DAB Plus.

### Analoges Fernsehen
Bis zur Umstellung auf DVB-T am 8. November 2004 wurde folgendes Programm in analogem PAL gesendet:
| Kanal | Frequenz (MHz) | Programm                     | ERP (kW) | Sendediagramm rund (ND)/ gerichtet (D) | Polarisation horizontal (H)/ vertikal (V) |
| ----- | -------------- | ---------------------------- | -------- | -------------------------------------- | ----------------------------------------- |
| 52    | 719,25         | Sat.1 (Niedersachsen/Bremen) | 130      | D                                      | H                                         |